# بوليصة ذات أرباح
بوليصة الأرباح (وفقًا لرابطة الشعوب البريطانية/ الكومنولث) أو البوليصة التعاونية (وفقًا للولايات المتحدة): هي عقد تأمين يتشارك في أرباح شركة التأمين على الحياة. وغالبًا ما تكون الشركة عبارة عن شركة تأمين مشتركة على الحياة، أو أنها كانت واحدة عندما بدأت في خط إنتاج الأرباح. وقد عُثر على عمليات مشابهة في بلدان أخرى مثل تلك الموجودة في أوروبا القارية.
تطورت البوليصات ذات الأرباح على مر العديد من السنين. وتطورت في الأصل بوصفها وسائل أو أدوات لتوزيع الفائض الناشئ غير المخطط له، على سبيل المثال، بدءًا من معدلات الوفيات الأقل من المتوقع. واستُخدمت مؤخرًا من أجل التزود بالمرونة اللازمة لمواكبة سياسات الاستثمار الأكثر جرأة بهدف تحقيق نمو طويل المدى في رأس المال. وقُبلت بوصفها شكلًا من أشكال الاستثمار الجمعي طويل المدى، إذ يختار المستثمر شركة التأمين بناءً على عوامل مثل القوة المالية، العوائد التاريخية، وشروط العقود المقدمة.
تُجمّع الأقساط المدفوعة من قبل صاحبي سندات التأمين الربحية وغير الربحية في الصندوق المالي لشركة التأمين على الحياة (وفقًا للكومنولث) أو في الحساب العام (الولايات المتحدة). وتستخدم الشركة الأصول المجمعة من أجل دفع المطالبات. ويُستخدم جزء كبير من الصندوق المالي للتأمين على الحياة في الأسهم والسندات والممتلكات بهدف إنجار عائد إجمالي مرتفع.
تهدف شركات التأمين إلى توزيع جزء من أرباحها على صاحبي بوليصة الأرباح التعاونية في صورة علاوة فائضة (الكومنولث) أو في صورة حصة (الولايات المتحدة) المرتبطة بسياساتهم (انظر قسم العلاوات). ويُقرر معدل العلاوة بعد أخذ العديد من العوامل في الاعتبار، مثل العائد على الأصول الضمنية، ومعدل العلاوات المعلنة في السنوات السابقة، واعتبارات أكتوارية أخرى (وخاصة الالتزامات المستقبلية، وعوائد الاستثمار المتوقعة)، بالإضافة إلى اعتبارات التسويق.

## أنواع البوليصات
هناك فئتان رئيسيتان للبوليصات ذات الأرباح:
- عقود القسط الفردي: سندات التأمين (سندات ربحية)، هبات (وقف) القسط الفردي، بوليصات معاش القسط الفردي.
- عقود القسط العادي، والتي عادة ما تُدفع بشكل شهري: بوليصات الهبة (الوقف)، بوليصات المعاش.

### العقود التقليدية والموحدة
تحتوي العقود التقليدية ذات الأرباح على مبلغ أساسي مؤكد تضاف إليه العلاوات. ويعتبر المبلغ الأساسي المؤكد هو الحد الأدنى للتأمين على الحياة المستحق الدفع عند الوفاة؛ وبالنسبة لعقود الوقف (الهبات) فهي أيضًا الحد الأدنى للمبلغ الإجمالي المستحق الدفع عندما يحين موعد الاستحقاق.
وتعمل البوليصات الربحية الموحدة بطريقة مماثلة، فيما عدا أنه يُعبّر عن قيمة البوليصة في صورة رقم من الوحدات. وقد اعتُمدت العديد من النماذج بتعدد اختلاف شركات التأمين، لكن يتم الأمر عادة في صورتين كالآتي:
1. تمثيل قيمة الصندوق المالي من خلال قيمة مناقصة الوحدات، والتي تزداد مع الوقت.
2. يزداد عدد الوحدات كل عام من أجل تمثيل الزيادة في القيمة، ويبقى سعر الوحدة ثابتًا.

### سياسة التجانس
توظّف الصناديق الربحية أو تستخدم مفهوم التجانس. وهذا يعني أن نسبة من الأرباح التي تُحصّل خلال سنوات الأداء الجيد، تُوقَف بهدف ضمان دفع عائد معقول خلال سنوات الأداء الضعيف. وقد يؤدي هذا إلى إحداث نوع من التجانس أو السلاسة التي تؤثر على زيادة سعر الوحدة، في مقابل التقلبات التي تحدث عادة في السعر اليومي للأسهم الأخرى. ويوجد اختلاف هام بين ذلك وبين المعنى الإحصائي العادي لمفهوم التجانس، وهو أنه يجب أن تتم المحاولة دون معرفة بالتطورات المستقبلية، والتي قد تسبب التغيّر الكبير للقيمة المتجانسة وتماشيها مع القيمة غير المتجانسة، ما يستلزم تعديلًا حادًا عند مرحلة ما مستقبلية.

### أنواع العلاوات (المكافآت)
تُمنح علاوة بأثر رجعي خلال فترة عقد التأمين، وتكون مضمونة الدفع عند الاستحقاق. ولا يمكن الرجوع عنها بعد إعلانها. وقد تتكون العلاوة السنوية من جزأين. والعلاوة المضمونة هي مبلغ يُعبر عنه عادة في صورة مبلغ نقدي لكل 1,000 جنيه إسترليني مضمون. وتُحدد أو توضع في بداية البوليصة وعادة لا يمكن تغييرها. وتعتمد بقية العلاوات السنوية على عائد الاستثمار المحقق من خلال الصندوق التابع لسياسة التجانس.
تُدفع العلاوة النهائية عندما يحين وقت الاستحقاق، وأحيانًا عند تسليم البوليصة. وهكذا فإن الأمر غير معروف حتى يحين موعد الاستحقاق كما هو في العقد. ويشار إليها أحيانًا بالعلاوة الأخيرة. وتمثل العلاوات النهاية استحقاق العضو في الحصول على نسبة من الصندوق المالي أُجّلت بسبب سياسة التجانس.

### تخفيض القيمة السوقية (MVR)
تخفيض قيمة السوق، أو ضبط قيمة السوق: هي آلية تستخدمها شركة التأمين لضمان معقولية مدفوعات سحب البوليصة، فيما يتعلق بالاستحقاق العادل للبوليصة، لأصول الصندوق المالي للحياة. فبعد فترة من الأداء الضعيف للاستثمار يتم تخفيض قيمة السحب، لتعكس تخفيض القيمة الضمنية لأصول صندوق الحياة المالي.

### المخاطر المحسوسة والمخاطر الفعلية
لسنوات عديدة، نظر المستثمرون (وخاصة كبار السن) إلى البوليصات ذات الأرباح بوصفها بدائل آمنة لحسابات الودائع. وقد شجعت سنوات من العوائد المستقرة الموثوقة -بالإضافة إلى تكتيكات رجال المبيعات عديمي الضمير من شركات التأمين- على وجود انطباع بأن المستثمر قليل المخاطرة ينبغي أن يستثمر في الأرباح. وهذه المخاطرة القليلة كما هي محسوسة أو متصورة، أعطت فكرة خاطئة عن حقيقة استراتيجيات التأمين الضمني للعديد من شركات التأمين، الذين استخدموا عرضًا عاليًا للأسهم ووسائل مالية عالية المخاطرة لتحقيق العوائد.
فرضت الهيئة المنظمة في المملكة المتحدة (هيئة الخدمات المالية) خلال السوق المتدهور أوائل الألفية، قواعد نظامية جديدة لمقدمي الخدمات ذات الأرباح، وذلك استجابة لتصاعد شكاوى المستهلكين التي تبعت تخفيضات قيمة السوق. كان لنظام الإبلاغ الواقعي تأثير مشترك تمثل في مطالبة شركات التأمين بتحويل الكثير من أموالها إلى استثمارات منخفضة المخاطرة (سندات الشركات، وأسهم مضمونة) لتغطية الالتزامات؛ وخفض معدلات الاحتمالات المنخفضة بما تتماشى مع مزيج الأصول الجديد للصندوق المالي، من أجل التنبؤ بدقة أكبر بالعوائد المستقبلية.

### اللائحة التنظيمية
إما أن تكون قيمة البوليصة هي القيمة الحالية للمبلغ الأساسي المؤكد مضافة إليه العلاوات المقدمة، وأقل الأقساط المستقبلية (بالنسبة للعقود التقليدية)، وإما أن تكون هي قيمة العطاء لبوليصة الأرباح الموحدة. تعادل هذه القيمة على نطاق واسع قيمة الأصول الضمنية. وقد تفوق هذه القيمة مع ذلك القيمة السوقية للأصول الضمنية، وذلك بسبب تقلبات الاستثمار وبسبب النفقات المتحملة عند إصدار البوليصة. 
عندما تغيب اللائحة المناسبة لشركة التأمين، فقد لا تمتلك المال الكافي لدفع قيمة بوليصاتها. كما حدث مع جمعية التأمين على الحياة المتكافئة في المملكة المتحدة، عندما كانت تكلفة الضمانات السنوية التي حددتها المحاكم موافقة لما وعدت به بعض صاحبي البوليصة، ما يعني أن الشركة اضطرت إلى التوقف عن إدخال أعمال جديدة، وأدى ذلك تقريبًا إلى انهيار الشركة.

### الشهرة
حظت صناديق الأموال الربحية لسنوات عديدة بشعبية قوية، وبيع عدد كبير من تلك البوليصات داخل المملكة المتحدة والولايات المتحدة. وشهدت الصناديق المالية الربحية في الآونة الأخيرة كمًا كبيرًا من الضغط السلبي، نتيجة تخفيض القيمة السوقية. وأدى ذلك إلى تساؤل الناس حول غموض تحديد معدل العلاوات، والتعقيدات الزائدة بشأن المنتج بشكل عام.